# John "Hannibal" Smith
Coronel John "Hannibal" Smith es un personaje ficticio de la serie Brigada A, interpretado por George Peppard.
El personaje, basado en un oficial del ejército de los Estados Unidos que luchó en la guerra de Vietnam.

## Biografía
"En 1972, cuatro de los mejores hombres del Ejército Americano, que formaban un comando, fueron encarcelados por un delito que no habían cometido. No tardaron en fugarse de la prisión en que se encontraban recluidos. Hoy, buscados todavía por el gobierno, sobreviven como soldados de fortuna. Si tiene usted algún problema y si los encuentra, quizá pueda contratarlos".
El coronel John Smith fue el jefe de un comando llamado el Equipo Alfa o Equipo A, que cumplió diversas misiones con los mejores resultados.
Una vez acabada la guerra, el general Morrison encargó al Equipo A atracar el banco de Hanói. Cumplieron la misión, pero descubrieron que su base había sido bombardeada y el general Morrison estaba muerto.
Como no había ningún testigo de que se les hubiera encargado la misión, el Equipo A fue juzgado y condenado a prisión.
Cuando se fugaron de Fort Bragg, un dirigente, llamado coronel Lynch, se lo tomó como algo personal y los persiguió durante diez años, hasta que el coronel Decker tomó el relevo.

## Personaje
Jonh "Hannibal" Smith es el cerebro del equipo. Lo llaman como apodo Hannibal por ser un genio en sus actividades militares al igual que Hannibal, el general cartaginés que invadió Italia y derrotó a los romanos una y otra vez en la segunda guerra púnica. Sus otros integrantes son Templeton "Faceman" (o "Face") Peck, Bosco Albert "B.A." Baracus y H.M. "Howling Mad" Murdock. En España, posiblemente debido a una mala traducción del inglés, se adjudica el apodo de "Fénix" a Templeton Peck (en Hispanoamérica se le denomina "Faz", más cercano al original). El apodo del sargento Baracus, "B.A.", proviene de las siglas de "Mala Actitud" ("Bad Attitude" en inglés); se usó "M.A." en el doblaje al español.
Es un maestro del disfraz y siempre tiene algún plan. Una de sus frases más dichas es I love it when a plan comes together ("me encanta que los planes salgan bien").
Otra de sus características es el perpetuo puro que lleva en la boca, y su sarcasmo, utilizado siempre que los antagonistas de turno hablan con él. Uno de los disfraces a los que más recurre es el del señor Lee, un chino propietario de una lavandería en Los Ángeles. Utiliza siempre este disfraz para poner a prueba a los clientes y comprobar que no trabajen para la policía militar.
- Datos: Q2985943